# Eutelia catephiformis
Eutelia catephiformis là một loài bướm đêm trong họ Noctuidae.